# قطعنامه ۱۷۸۷ شورای امنیت
قطعنامه ۱۷۸۷ شورای امنیت سازمان ملل متحد که در تاریخ ۱۰ دسامبر ۲۰۰۷ تصویب شد، سندی بین‌المللی دربارهٔ تهدید صلح و امنیت بین‌المللی ناشی از اقدامات تروریستی است. این قطعنامه طی نشست ۵۷۹۵ام با ۱۵ رای موافق، ۰ مخالف و ۰ ممتنع تصویب شد.